# سياسة النفايات المشعة ذات المستوى المنخفض في الولايات المتحدة

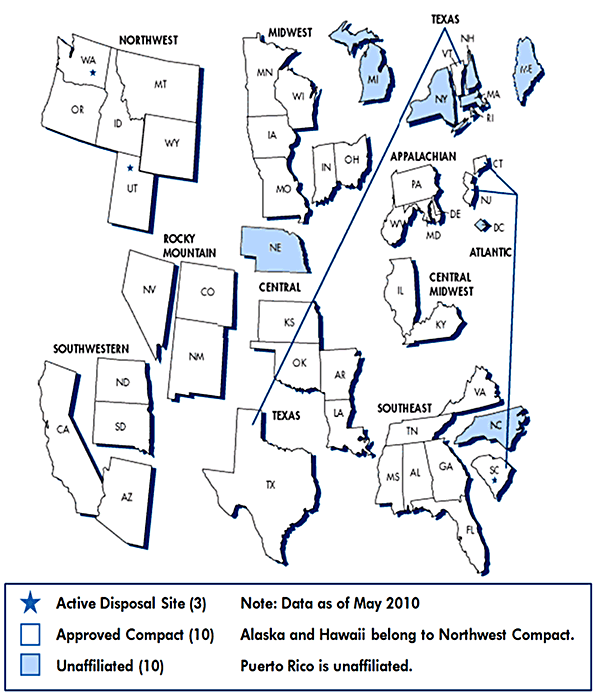
الاتفاقات الحالية بين الولايات

سياسة النفايات المشعة ذات المستوى المنخفض في الولايات المتحدة تتولد النفايات المشعة من برنامج الأسلحة النووية، والطاقة النووية التجارية، والتطبيقات الطبية، وبرامج البحوث القائمة على الشركات والجامعات.

## نبذة
بعض المواد التي تتكون منها نفايات منخفضة المستوى (LLW) هي: «القفازات والملابس الواقية الأخرى، ولوازم معامل الزجاج والبلاستيك، وأجزاء الآلات والأدوات، والمواد الطبية التي يمكن التخلص منها والتي لامست المواد المشعة».
تصنف النفايات عمومًا على أنها نفايات عالية المستوى (HLW) ونفايات منخفضة المستوى (LLW). تحتوي النفايات المنخفضة المستوى على مواد مثل الأدوات المشعة، ملابس المختبر، راتنجات مبادل الأيونات، جثث الحيوانات، والقمامة من أنشطة الدفاع، الطاقة النووية التجارية، الأنشطة الطبية والبحثية.
تحتوي هذه المواد عادةً على نشاط إشعاعي له عمر نصف قصير من عدة أيام إلى مئات السنين. في عام 1990 تم إنتاج 1.1 مليون قدم مكعب من النفايات المنخفضة المستوى. تُنتج المفاعلات الأمريكية حاليًا حوالي 40،000 متر مكعب من النفايات المشعة المنخفضة المستوى سنويًا، بما في ذلك المكونات والمواد الملوثة الناتجة عن وقف تشغيل المفاعل.